# Ljungbergmuseet

Ljungbergmuseet är ett konstnärsmuseum och en konsthall i Ljungby.
Ljungbergmuseet är uppfört på tomten bredvid Sven Ljungbergs tidigare bostad nära Lagan i Ljungby. I museet visas permanent verk av Sven Ljungberg och Ann Margret Dahlquist-Ljungberg samt tillfälliga utställningar. 
Museet är uppfört i etapper 1990 och 2002 och ritat av Pontus Ljungberg. Det ägs och drivs av Sven och Ann Margret Ljungbergs Stiftelse.

## Ljungbergmuseets stipendium till Sven och Ann Margret Ljungbergs minne
Ljungbergmuseets stipendium till Sven och Ann Margret Ljungbergs minne instiftades 2013. Ljungby kommun, Ljungbergsmuseets vänförening och Sven och Anmargrets stiftelser svarar för stipendiesumman på 40.000 kronor. Stipendiet delas ut årligen i december.

### Stipendiater
- 2014 Ella Tillema
- 2015 Fredrik Hofwander
- 2016 Eva Forsberg
- 2017 Viktor Rosdahl
- 2018 Elisabet Thun